# Giulio Cesare
Giulio Cesare in Egitto, deutsch auch Julius Cäsar (HWV 17), ist eine Oper (Dramma per musica) in drei Akten von Georg Friedrich Händel.

## Entstehung
Händel schrieb mit seinem Beitrag für die Opernspielzeit 1723/24 der Royal Academy of Music, Giulio Cesare in Egitto, vielleicht das am konsequentesten ausgearbeitete Beispiel einer barocken Heldenoper. Hier warf er alles in die Waagschale, was er bis dahin über das Musiktheater gelernt hatte.

## Libretto
Für das Libretto bearbeitete Nicola Francesco Haym, der in den 1720er Jahren als Sekretär für die Londoner Opernakademie arbeitete und für zahlreiche andere Texte Händels verantwortlich ist, einen häufig vertonten Text von Giacomo Francesco Bussani mit gleichlautendem Titel, der 1677 in der Vertonung von Antonio Sartorio in Venedig erstmals aufgeführt worden war. Eine zweite Version dieses Librettos, welche Haym ebenfalls mit einbezog, wurde von Bussani 1685 für das Mailänder Hoftheater im Palazzo Reale angefertigt. Der Komponist dieser Fassung ist unbekannt. Haym kürzte die Rezitative der Vorlagen und fügte neue Arientexte hinzu.
Da Händel die Komposition für eine andere Besetzung begonnen hatte, wurde eine Vielzahl von Änderungen notwendig, die noch heute am Autograph zu sehen sind: dabei schrieb er manche Szenen mehrmals um. Die verworfenen Versionen sind von ausgezeichneter Qualität und bislang fast alle nicht veröffentlicht. Die endgültige Fassung der Uraufführung von 1724 legte er dann im Handexemplar nieder, das für die Aufführungen seine Direktionspartitur war. So war der Kompositionsprozess dieser Oper für Händel sehr mühsam und dauerte mit einem dreiviertel Jahr für seine Verhältnisse sehr lange: Im Frühsommer 1723 hatte er die Arbeit daran aufgenommen (die genauen Daten sind unbekannt, da er diesmal vergessen hatte, seine Partitur zu datieren), und erst am 20. Februar 1724 fand die Premiere mit den besten und teuersten Sängern der damaligen Zeit statt.

Die Stars der Premiere
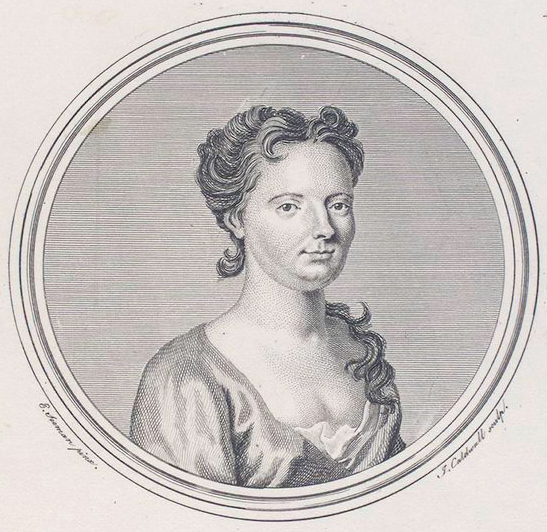
Francesca Cuzzoni sang die Cleopatra
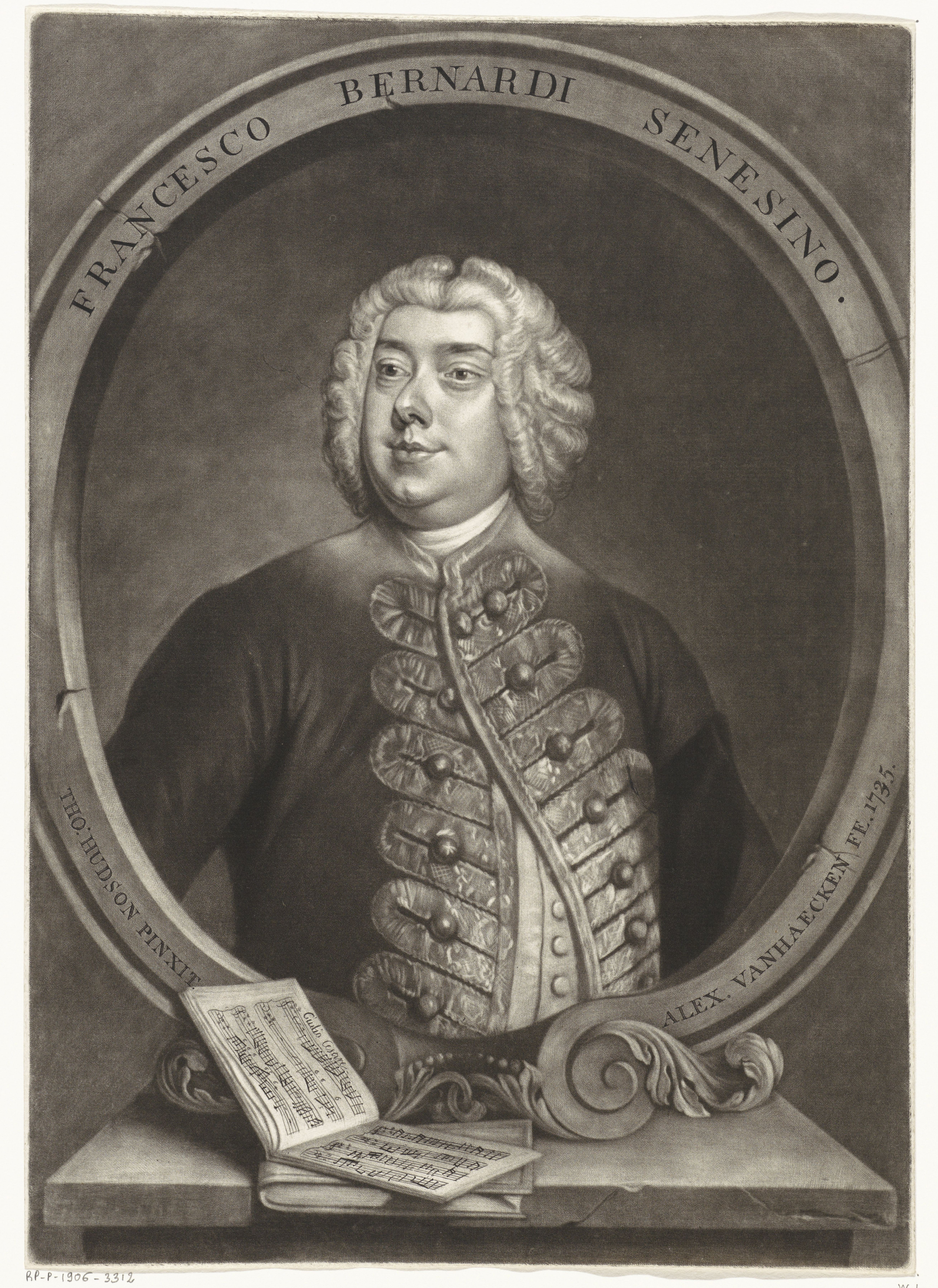
Senesino verkörperte Caesar
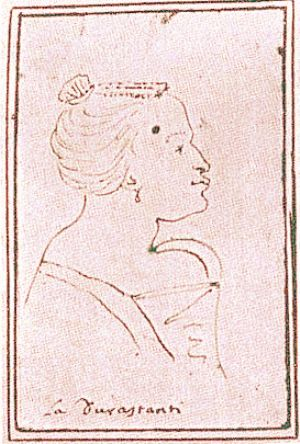
Margherita Durastanti war Sesto
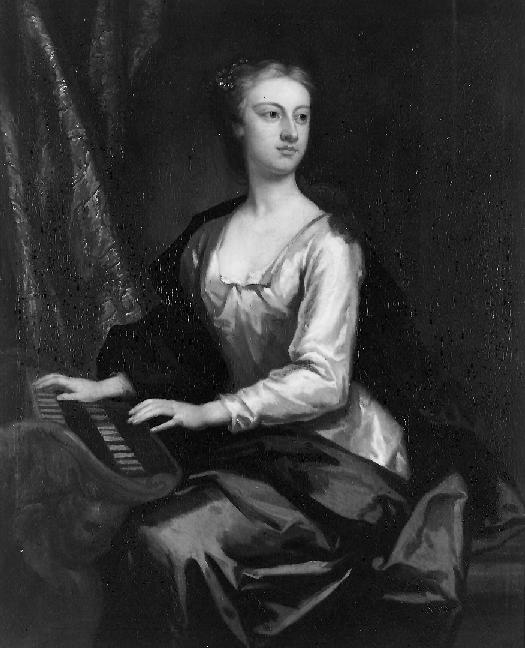
Anastasia Robinson sang die Cornelia

Besetzung der Uraufführung:
- Giulio Cesare – Francesco Bernardi, genannt „Senesino“ (Mezzosoprankastrat)
- Cleopatra – Francesca Cuzzoni (Sopran)
- Cornelia – Anastasia Robinson (Alt)
- Sesto – Margherita Durastanti (Sopran)
- Tolomeo – Gaetano Berenstadt (Altkastrat)
- Achilla – Giuseppe Maria Boschi (Bass)
- Nireno – Giuseppe Bigonzi (Altkastrat)
- Curio – John Lagarde (Bass)

Die Oper war ein unmittelbarer Erfolg und kam in dieser Spielzeit auf dreizehn Aufführungen, wie der Kammerherr des Prince of Wales, Friedrich Ernst von Fabrice, schrieb:

« […] Cenesino et la Cozzuna brillent au dela des expressions […] la Maison ayant été aussy remplie à la Septieme representation qu’a la premiere. »

„[…] Senesino und die Cuzzoni glänzten unaussprechlich […] das Haus war bei der siebten Vorstellung ebenso gut besetzt wie bei der ersten.“

Händel nahm sie (mit Änderungen) in den Jahren 1725 (zehn Vorstellungen), 1730 (elf) und 1732 (vier) wieder auf: Insgesamt waren es über die Jahre 38 Aufführungen unter seiner Leitung, das wurde nur durch die 53 Aufführungen des Rinaldo übertroffen.
Eine ähnliche Anzahl erreichte die Oper auf dem Kontinent: Zunächst gab es im Sommer 1724 ein Gastspiel von Händels Sängern in Paris. Ursprünglich für Mai 1723 geplant, sollte das Stück dann ein Jahr später szenisch in der Pariser Oper alternierend mit Ottone gespielt werden. Dafür existieren sogar gedruckte Libretti. Aus unbekannten Gründen kam das Gastspiel jedoch nicht zustande. Was dann von dem Vorhaben übrig blieb, waren konzertante Aufführungen beider Opern im privaten Rahmen im Hause des Finanziers und Kunstpatrons Pierre Crozat im Sommer 1724.
Im August 1725 hatte das Stück in Braunschweig unter Georg Caspar Schürmann Premiere als Giulio Cesare e Cleopatra und lief hier in unbekannter Aufführungszahl, auch 1727 und im August 1733.
Im Hamburger Theater am Gänsemarkt wurde die Oper erstmals am 21. November 1725 unter dem Titel Julius Cæsar Jn Ægypten gespielt und war bis 1737 insgesamt vierzigmal zu hören; allerdings wurde eine Vorstellung im August 1735 abgesagt, weil kein Publikum kam. Wie bei den meisten Übernahmen italienischer Opern wurden die Rezitative ins Deutsche übersetzt, was Thomas Lediard, der auch die Bühnenbilder entwarf, übernahm. Die Arien wurden aber italienisch gesungen. Wie damals an der Hamburger Oper üblich, gab es auch wieder zahlreiche populäre, teils derbe Ergänzungen: waren es bei der ersten Aufführung sechs Tänze, so wurden in späteren Fassungen komische Bauern und ein Chor der Eunuchen und Konkubinen eingefügt. Johann Georg Linike hatte die neuen Rezitative vertont und war auch musikalischer Leiter der Aufführungen. Bei einer der Aufführungen wurde das Intermezzo Pimpinone oder Die ungleiche Heirat von Georg Philipp Telemann zwischen den Akten gespielt.
Fünf Vorstellungen im Jahre 1727, die anlässlich des Geburtstags des englischen Königs Georg Ludwig stattfanden, sind noch besonders hervorzuheben. Sie waren vom englischen Gesandten in Hamburg, Sir John Wyche, initiiert worden. Bei der Umsetzung des Vorhabens konnte dieser sich auf die Hilfe seines Sekretärs stützen. Lediard war das Stück ja schon durch die Produktion von 1725 bekannt, als er mit der deutschen Übersetzung und den Bühnendekorationen Wichtiges beigetragen hatte. Diesmal kümmerte er sich auch noch um die Beleuchtung, ein Feuerwerk und schrieb das Libretto für einen zusätzlichen, von Telemann vertonten Prolog und Epilog, den er The Joy and Happiness of the British Nation (Freude und Glück der britischen Nation) nannte. Telemanns Musik dazu ist verloren.
Die erste Aufführung in der Neuzeit ist Oskar Hagen zu verdanken, der die Oper am 5. Juli 1922 für die Händel-Festspiele in Göttingen vorbereitete und leitete. Er hatte eine deutsche Textfassung geschrieben und in die Form der Oper erheblich eingegriffen. So etwa ließ er den Julius Cäsar – ursprünglich eine Kastratenpartie – von einem Bariton (Wilhelm Guttmann) singen. Seine Fassung wurde jedoch, nicht nur in Deutschland, äußerst populär und lief in den nächsten fünf Jahren in 38 Städten, darunter auch in Kopenhagen, Zürich, Basel, Bern und Wien, mit mehr als 220 Vorstellungen.
Die erste Aufführung des Stückes in historischer Aufführungspraxis fand am 19. Mai 1985 im Theater an der Wien während der Wiener Festwochen mit dem Concentus Musicus Wien unter der Leitung von Nikolaus Harnoncourt statt.

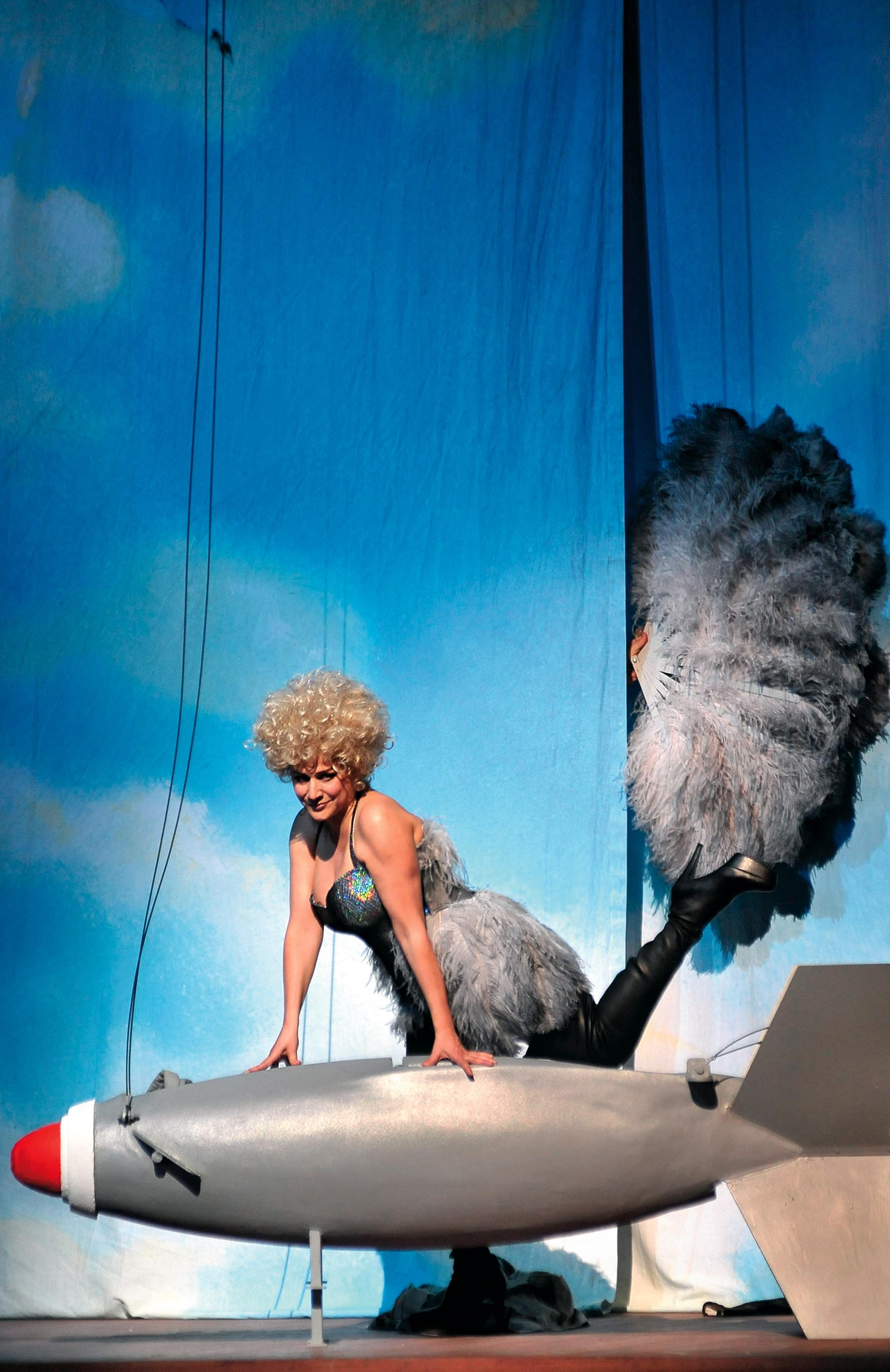
Cecilia Bartoli als Cleopatra bei den Salzburger Festspielen 2012

Mit weit über 200 Produktionen in vielen Ländern hat sich Giulio Cesare als die weitaus beliebteste Oper Händels in der Neuzeit erwiesen. Dabei ist das Thema ein wichtiger Faktor für die Popularität der Oper, denn die historische Liebesaffäre zwei der berühmtesten Figuren der Antike enthebt den Hörer der Aufgabe, ein kompliziertes Handlungsschema entwirren zu müssen, wie es bei den Opern jener Zeit üblich war.

## Handlung

### Historischer und literarischer Hintergrund
Im „Argomento“ („Vorbemerkung“) seines Textbuches von 1677 benennt Bussani Caesars Schrift De bello civili (3. und 4. Buch), die Historia Romana (42. Buch) des Cassius Dio und die Biographien von Caesar und Pompeius in Plutarchs Bíoi parálleloi (Parallele Lebensbeschreibungen) als Quellen. Darin sind alle handelnden Personen, bis auf die beiden kleinen Rollen des Curio und Nireno, erwähnt. Sextus Pompeius war jedoch nicht wie in der Oper Cornelias Sohn, sondern der jüngste Sohn von Gnaeus Pompeius Magnus und dessen dritter Frau Mucia Tertia.

### Erster Akt
An einer alten Brücke über einem Nebenarm des Nils. Der römische Feldherr und Staatsmann Giulio Cesare trifft nach der gewonnenen Schlacht von Pharsalos gegen Pompeo im Hafen von Alexandria ein, wo die Ägypter ihm einen triumphalen Empfang bereiten. Cesare will Pompeo aufspüren, der bei Tolomeo, dem König von Ägypten, Beistand und Unterschlupf gefunden hat. Gattin und Sohn des Pompeo, Cornelia und Sesto, versuchen gemeinsam, Cesare für einen Friedensschluss und eine Aussöhnung mit seinem Gegner zu überreden. Dieser geht darauf ein und sendet nach Pompeo, um die Versöhnung in die Wege zu leiten. Statt des Pompeo erscheint Achilla als Abgesandter des ägyptischen Königs, der ihn in seinen Palast einladen lässt. Zum Beweis, dass Tolomeo die Seiten gewechselt hat und dem siegreichen Cesare die Freundschaft anträgt, legt Achilla in seinem Auftrag das abgeschlagene Haupt des Pompeo vor Cesares Füße. Während die in Ohnmacht fallende Gattin Cornelia von Curio, der sie heimlich liebt, aufgefangen wird, verfehlt dieser barbarische Akt seine von Tolomeo kalkulierte Wirkung bei Cesare. Statt beeindruckt und froh über den neuen Verbündeten zu sein, ist er empört über diesen Meuchelmord an einem Römer und schickt Tolomeo wutentbrannt die Botschaft, er werde den Ruchlosen aufsuchen und für seine Tat zur Rechenschaft ziehen. Als Cornelia aus ihrer Ohnmacht erwacht, versucht sie, sich selbst zu töten, was aber Sesto und Curio verhindern. Nun schwört auch Sesto, den Mord an seinem Vater zu rächen.
Hinterzimmer in Tolomeos Palast. Während Cleopatra davon träumt, Königin von Ägypten zu werden, erscheint Nireno und überbringt die Nachricht von Tolomeos Freveltat, worauf sie beschließt, Cesares Herz zu umgarnen, um mit seiner Hilfe ihr Ziel zu erreichen. Als Tolomeo hinzutritt, streiten sich die Geschwister über die Rechtmäßigkeit ihrer Thronansprüche, da ihr bisheriger Vormund Pompeo ja nun tot sei. Cleopatra reklamiert dieses Recht als Erstgeborene für sich. Für Tolomeo, der ihre Ambitionen nicht ernst nimmt, hat sie nur Verachtung übrig. Nun überbringt Achilla die Nachricht, dass Cesare sein Geschenk zurückgewiesen habe und rasend vor Zorn über die Untat sei. Daraufhin rät Achilla ihm, den römischen Feldherrn noch am selben Tag ermorden zu lassen. Er selbst würde sich dazu bereit erklären, wenn er dafür die Hand der schönen Cornelia bekäme, von deren Schönheit er schon lange hingerissen sei. Da Tolomeo darin neue Möglichkeiten sieht, sich, wiederum die Seite wechselnd, bei Cesares Gegnern in Rom beliebt zu machen, geht er darauf ein.
In Cesares Feldlager, mit der von Waffen geschmückten Urne des Pompeo in der Mitte. An der Urne mit der Asche von Pompeos Haupt philosophiert Cesare bei einer Trauerfeier über die Vergänglichkeit des Lebens und gedenkt seines großen Gegners. Cleopatra erscheint als Hofdame verkleidet, stellt sich Cesare als „Lidia“ aus dem Gefolge Cleopatras vor und erfleht bei diesem Schutz vor dem brutalen Tolomeo. Da dieser sogleich von ihrem Liebreiz hingerissen ist, verspricht er seine Hilfe. Cleopatra, sich schon am Ziel wähnend, ist sich sicher, nun ihren Bruder vernichten zu können. Nachdem Cesare gegangen ist, beauftragt sie ihren Vertrauten Nireno, den Römer des Abends in ihre Gemächer zu führen, wo sie ihm ein Liebesfest bereiten wolle. Da sieht sie Cornelia kommen und versteckt sich. Sie sieht Cornelia in tiefer Trauer vor der Urne stehen und hört, wie diese Tolomeo den Tod schwört. Als sie von den Waffen am Sockel der Urne ein Schwert nimmt, tritt Sesto hinzu, entreißt ihr das Schwert und reklamiert die Durchführung der Vergeltung für sich. Da hält es Cleopatra nicht mehr in ihrem Versteck, und sie verspricht Cornelia und Sesto im Namen ihrer vermeintlichen Herrin Cleopatra reichen Lohn für diese Tat.
Atrium in Tolomeos Palast. Am Abend ist Cesare mit seinem Gefolge und Achilla zu Tolomeo in den Palast gekommen. Bei der Begrüßung, die frostig bleibt und mit versteckten Drohungen gespickt ist, tauschen sie unaufrichtige Höflichkeiten aus. Als Cesare weitergeht, tritt plötzlich Sesto mit Cornelia vor Tolomeo, beleidigt ihn und fordert ihn zum Zweikampf heraus. Jedoch wird er blitzschnell von ägyptischen Soldaten entwaffnet und auf Geheiß des Königs gefangen genommen. Weiter weist dieser an, dass Cornelia mit Gartenarbeit im Serailgarten bestraft werden soll, wobei er Achilla verborgen bedeutet, dass er dies um seinetwillen tue. Aber Tolomeo hat selbst ein Auge auf Cornelia geworfen. Als er fort ist, verspricht Achilla Cornelia und ihrem Sohn die Freiheit, wenn sie ihn heirate. Empört weist sie dies von sich. In größter Verzweiflung nehmen Cornelia und Sesto, bevor die Soldaten ihn in den Kerker werfen, voneinander Abschied.

### Zweiter Akt

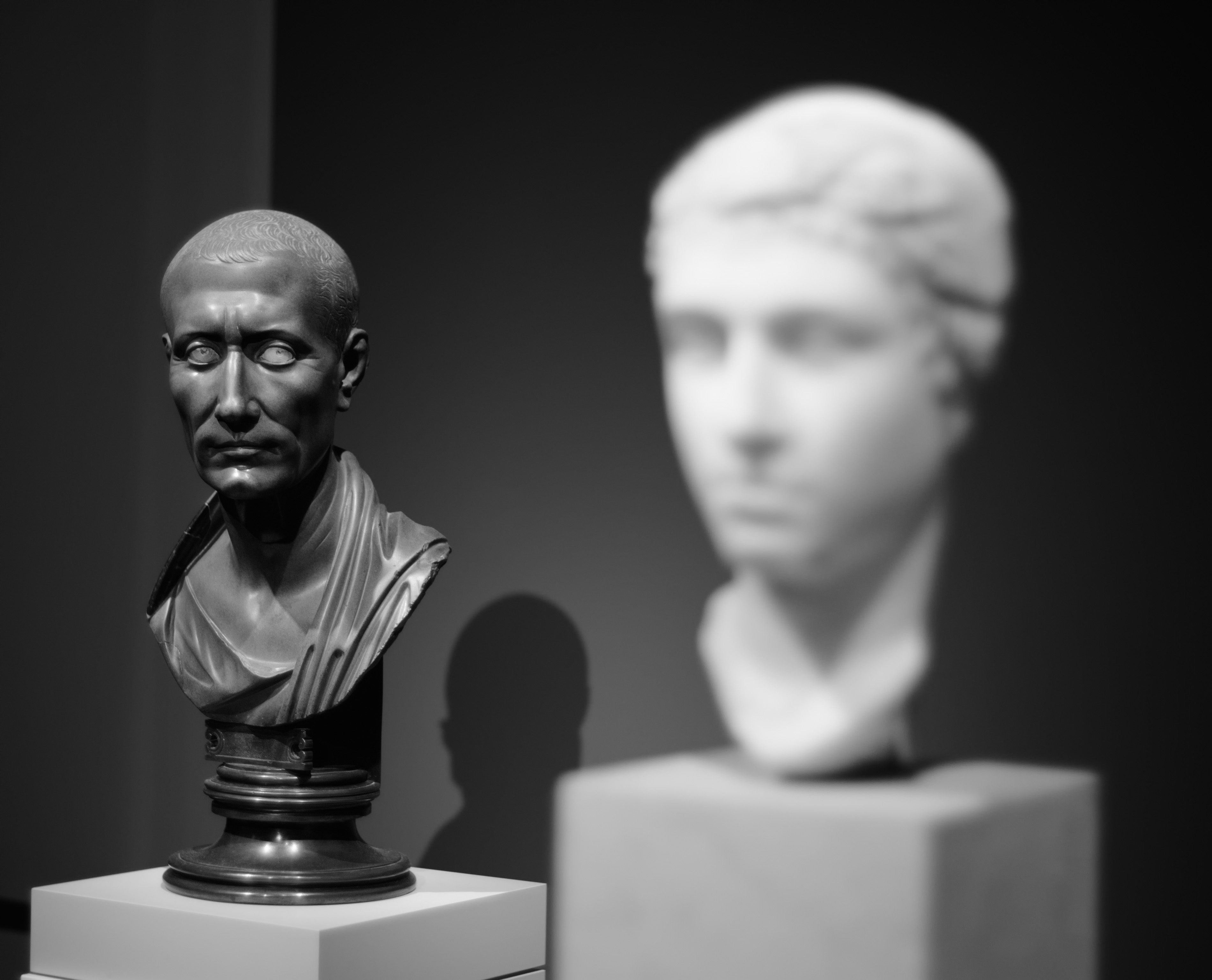
Caesar schaut auf Cleopatra (Antikensammlung Berlin).

Zedernhain. Im Hintergrund der Parnass mit dem Palast der Tugend. In einem Zedernhain hat Cleopatra eine Szenerie aufbauen lassen, die den Parnass zeigt: das geheime Stelldichein, um Cesare zu verführen, kann beginnen. Sie beauftragt Nireno, Cesare herbeizulocken, indem er sage, „Lidia“ erwarte ihn. Als Cesare kommt, hört er liebliche Musik, während sich der Parnass öffnet und die Göttin der Tugend, umgeben von den neun Musen, hervortritt. Sie singt so betörend und ist eine so strahlende Erscheinung, dass Cesare ihrem Zauber sofort erliegt, doch der Parnass schließt sich sogleich wieder. Da muss Nireno den verblüfften Cesare auf später vertrösten: „Lidia“ werde ihn später in ihren Gemächern erwarten und ihn dann auch zu Cleopatra führen.
Serailgarten. Cornelia, die Blumen mit einer kleinen Hacke pflegend, wird von Achilla bedrängt. Als sie vor ihm flieht, läuft sie Tolomeo in die Arme. Als der zurückgewiesene Achilla das baldige Verblassen des Cesare ankündigt, befeuert Tolomeo dies damit, dass er ihm nochmals Cornelia als Belohnung verspricht. Kaum ist Achilla aber verschwunden, wird Cornelia derart von Tolomeo bedrängt, dass sie wütend davoneilt. Beleidigt beschließt Tolomeo, sie seine ganze Bosheit spüren zu lassen. Als er geht, kommt Cornelia in den Garten zurück. Verzweifelt entschließt sie sich zum Freitod, um sich ihren beiden Peinigern zu entziehen. Aber der hinzutretende Sesto verhindert dies und hat noch ein Hilfsangebot von Nireno in petto. Dieser will Cornelia und Sesto in Tolomeos Harem verstecken, sodass Sesto ihm dort auflauern und ihn töten kann, wenn dieser dort unbewacht und ohne Waffen erscheint, um sich seinen Vergnügungen hinzugeben. Beide nehmen diesen Plan dankend an.
Ein lieblicher Ort. Cleopatra erwartet Cesare und stellt sich schlafend. Er ist von „Lidia“ so bezaubert, dass er sie am liebsten zur Frau nehmen würde. Sie erwacht und will Cesare beim Wort nehmen. Der aber macht einen Rückzieher, indem er darauf hinweist, dass sie zu niedrigen Standes sei. Der hereinstürzende Curio unterbricht die beiden und warnt Cesare vor dem mit bewaffneten Männern nahenden Achilla, der ihn töten will. Als Cesare zur Flucht ansetzt, hält „Lidia“ ihn kurz auf, um sich ihm als Cleopatra zu erkennen zu geben und ihm ihre Liebe zu gestehen. Dann eilt er mit Curio davon. In ihrer Angst fleht Cleopatra die Götter um Hilfe an.
Im Harem des Serails. Cornelia, die immer noch im Serail gefangen ist, muss sich der Annäherungsversuche des Tolomeo erwehren, der sein Schwert schon abgelegt hat, um sich mit ihr zu vergnügen. Bevor Sesto, der auf diesen Augenblick gelauert hat, das Schwert nehmen kann, um seine Rache zu vollziehen, wird er vom hereinstürzenden Achilla überwältigt. Dieser berichtet, dass Cesare zwar entkommen, jedoch in aussichtsloser Lage am Hafen ins Meer gesprungen und ertrunken sei. Cleopatra indes habe sich mit den Römern verbündet, um Cesares Tod zu rächen. Sie seien im Anmarsch auf Tolomeos Palast. Zuletzt fordert Achilla noch den Lohn für seine Treue: Cornelia. Aber Tolomeo weist dies zurück und verhöhnt ihn nur, was in Achilla den Entschluss auslöst, zu den Römern überzulaufen. Cornelia und Sesto bleiben allein zurück. Der verzweifelte Sesto will sich ob der gescheiterten Rachetat selbst töten. Cornelia hält ihn aber davon ab und erinnert ihren Sohn daran, dass erst mit Tolomeos Tod für Gerechtigkeit gesorgt sei. So schwört Sesto erneut Rache.

### Dritter Akt

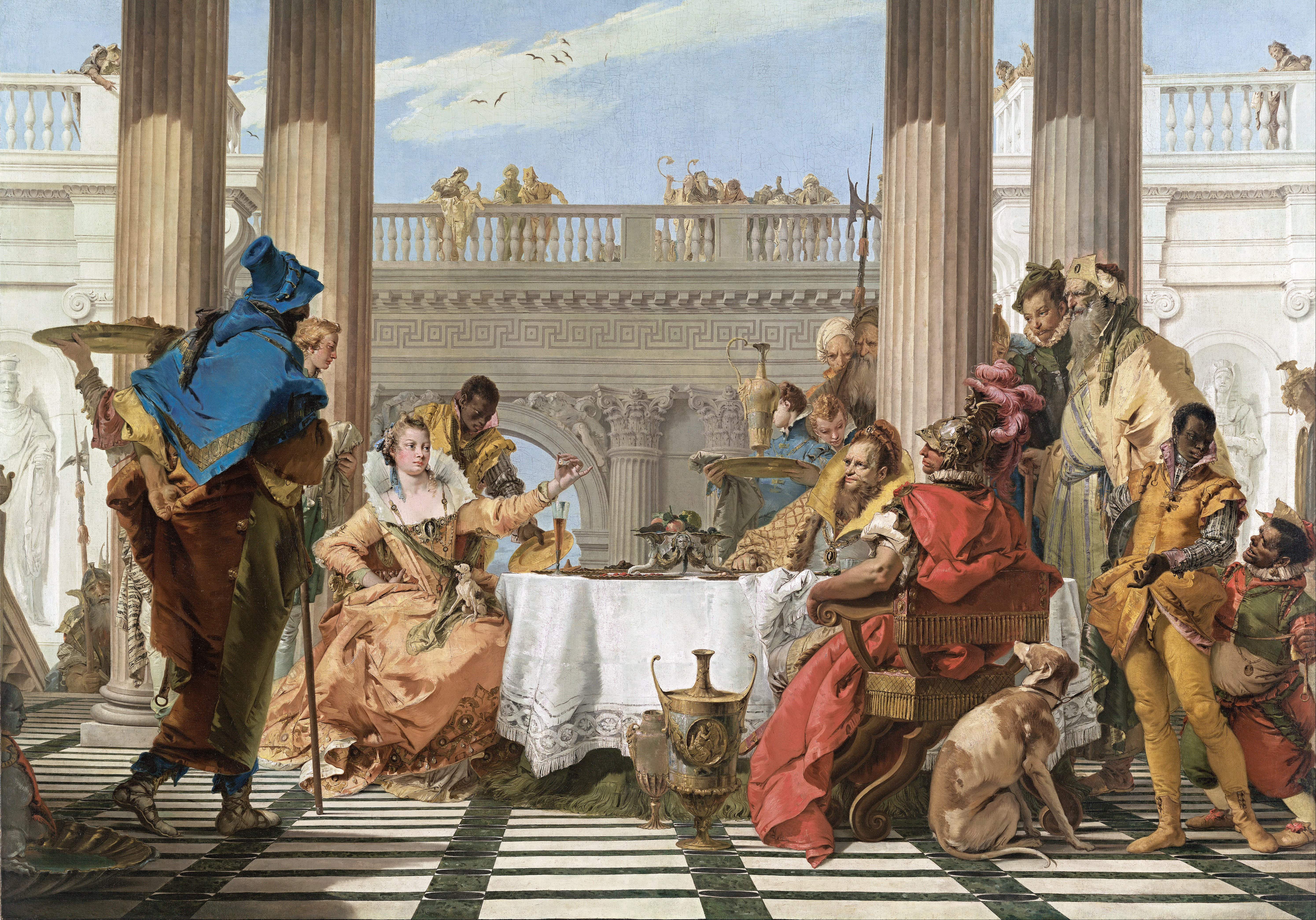
Giambattista Tiepolo: Das Bankett der Cleopatra (1743)

Ein Waldstück in der Nähe von Alexandria. Achilla ist entschlossen, Cleopatra im Kampf gegen ihren Bruder zu unterstützen, doch Tolomeo geht als Sieger aus dem Kampf hervor. Er lässt Cleopatra in Ketten legen. Sie überlässt sich nun ihrer Verzweiflung, denn sie muss annehmen, dass Cesare umgekommen und ihre Sache verloren ist.
Am Hafen von Alexandria. Cesare ist den Fluten glücklich entronnen und orakelt, wie es nun weitergehen soll. Da nahen Sesto, Nireno und der tödlich verwundete Achilla auf der Suche nach Tolomeo, ohne Cesare zu bemerken. Cesare hört mit, wie Achilla den beiden Kriegern, die er in ihrer Rüstung nicht erkennt, gesteht, dass er es war, der den Mord an Pompeo angestiftet habe, weil er Cornelia liebte und sie besitzen wollte. Auch habe er Cesares Tod angeordnet. Sterbend übergibt er Sesto einen Siegelring. Beim Vorzeigen dieses Rings würden ihm hundert in der Nähe sich verborgen haltende Krieger Gefolgschaft leisten. Cesare, der sich nun zeigt, zieht zusammen mit Sesto zum Palast, um mit Hilfe der Krieger Cornelia und Cleopatra zu befreien.
Cleopatras Gemach im Palast. Cleopatra erwartet ihre Hinrichtung. Da stürzt Cesare herein und befreit die Geliebte, die ihr Glück nicht fassen kann. Der ebenfalls überglückliche Cesare eilt überschwänglich fort, um Tolomeo zu stürzen.
Thronsaal im Palast. Die erneut von Tolomeo belästigte Cornelia zieht ein Messer, um ihn zu erstechen. Da erscheint Sesto und beansprucht die Vergeltungstat für sich. Tolomeo fällt durch Sestos Hand: die Römer haben gesiegt. Cornelia ist stolz auf ihren Sohn.
Hafen von Alexandria. Zu Beginn eines Festaktes huldigt Nireno Cesare, dem neuen Herrscher der Welt. Cornelia und Sesto erscheinen mit Tolomeos Zepter und Krone. Cesare krönt Cleopatra zur Königin, die nun durch die Freundschaft mit Rom über Ägypten herrscht. Cesare umarmt Sesto und bietet ihm seine Freundschaft an. Freundschaft und Liebe sichern nun einen langen Frieden.

### Kurzform der Handlung
Cesare hat seinen Feind Pompeo besiegt und ihn bis nach Ägypten verfolgt. Pompeos Gattin Cornelia bittet Cesare um Gnade. Er will sie ihr gewähren, als ihm von den Ägyptern das Haupt des Pompeo gebracht wird. Gattin und Sohn des Getöteten schwören nun, seinen Tod zu rächen. Cleopatra indessen will den Thron Ägyptens für sich alleine und muss dazu ihren Bruder Tolomeo aus dem Weg schaffen. Sie schließt sich Cornelia und ihrem Sohn Sesto in deren Racheplänen an. Außerdem erbittet sie von Cesare Unterstützung.
Cesare verliebt sich in Cleopatra. Deren Bruder Tolomeo verübt ein Attentat auf ihn, doch er entkommt. Cleopatra wird berichtet, er sei auf der Flucht ertrunken.
Tolomeo lässt Cleopatra gefangen nehmen. Da erscheint Cesare, der sich aus den Fluten retten konnte, und befreit die Geliebte.
Tolomeo wird von Sesto, dem Sohn des Pompeo, getötet, als er dessen Mutter Cornelia gegen deren Willen bedrängte.
Cesare macht Cleopatra zur Königin Ägyptens und kehrt nach Rom zurück.

## Musik
Händels Musik besticht durch ihren außerordentlichen Einfallsreichtum und seine Charakterisierungskunst der handelnden Personen. Da ist zunächst Cleopatra zu nennen, deren zauberhafte Ausstrahlung und Vielschichtigkeit man nur mit Shakespeares Cleopatra vergleichen kann. Ihr Glanz überstrahlt die ganze Oper. Mit ihren acht Arien deckt sie ein weites Spektrum an Gefühlen ab, und jede Arie stellt ein Mosaikstein ihres facettenreichen Charakters dar. Zudem lässt sich an ihnen auch die zunehmende Reife dieser Frau gut verfolgen: Noch im ersten Akt tritt sie fast als unbedarftes Mädchen auf, die ihren Bruder Tolomeo wegen seiner Liebschaften hänselt und Gewissheit aus ihrer Schönheit und jugendlichen Unbekümmertheit schöpft, ihn vom Thron verdrängen zu können. Anders schon im zweiten Akt, wenn List notwendig ist, um die Aufmerksamkeit des Cesare zu gewinnen, und sie dann später doch selbst Opfer der von ihr entfachten Leidenschaft wird und in ihrer schwermütigen Arie Se pietà di me non senti (Nr. 29) um das Leben Cesares bangt. Hier entsteht in den Zwischenspielen durch die Melancholie einer obligaten Fagottstimme eine fast an Bach erinnernde enge Verflechtung der Stimmen. Im dritten Akt schließlich zeigt sie in der Szene ihrer Gefangenschaft auf engstem Raum ihre größte Ausdrucksspanne, wenn sie sich von der ergreifenden Verzweiflung in Piangerò, la sorte mia (Nr. 35) zum überschwänglichen Glück des Da tempeste il legno infranto (Nr. 40) bewegt, als Cesare sie befreit. Auffallend ist die Einheitlichkeit der Tonarten ihrer Arien: sechs von ihnen sind in hohen Kreuztonarten geschrieben (E-Dur, A-Dur, fis-Moll), was die Zeichnung ihres festen Charakters stärkt.
Cesares Arien entsprechen der typischen Darstellung eines großmütigen Herrschers in einer Barockoper: vier seiner ebenfalls acht Arien weisen ihn als hochgesinnten Eroberer mit soldatischen Tugenden aus, während die anderen vier den gefühlvollen und von Liebesleid gepeinigten Privatmann zeigen. Ihre größte Tiefe erreicht seine Musik in dem berühmten Accompagnato Alma del gran Pompeo (Nr. 8), in dem er am Grabe des ermordeten Pompeo über die Endlichkeit des Menschenlebens sinniert, sowie bei Dall’ondoso periglio / Aure, deh, per pietà (Nr. 36) im dritten Akt, einer immer wieder von Accompagnato-Rezitativen unterbrochenen Arie, in der er die Götter bittet, ihm seine Geliebte wiederzugeben.
Für Cesares Gegenspieler hatte Händel keine Sympathien. Der bösartige Jüngling Tolomeo, katzenhaft und genusssüchtig, ist ein unberechenbarer und triebhafter Mensch. In seinen drei Arien hat er kaum eine melodische Linie zu singen, dagegen sind seine Phrasen abgerissen, bestehen oft aus einzeln stehenden Staccato-Worten. Seine Vokallinien sind von ständigen großen Intervallsprüngen gekennzeichnet, die seinen launischen Charakter illustrieren. Und der prahlerische Opportunist Achilla, ein Grobian und Schleimer, wird in seinen drei oberflächlich pompösen Arien immer nur von Unisono-Geigen begleitet. Die fehlenden Harmoniestimmen legen seinen pöbelhaften Charakter offen. In seiner ersten Arie Tu sei il cor di questo core (Nr. 15) wird seine Stimme zudem noch von Fagotten verdoppelt, was den Ausdruck hier noch finsterer macht.
Cornelia, die Witwe des Pompeo, ist die tragische Figur dieser Oper. Doch hinter ihrem Kummer ist ihre edle Seele zu erkennen. Cornelias Partie besteht aus drei Arien, zwei Ariosi und dem wunderschönen Lamento-Duett mit Sesto am Ende des ersten Akts, Son nata a lagrimar / Son nato a sospirar (Nr. 16). Ihre ersten beiden Arien sind mit Flöten (zunächst einer Traversflöte, dann Blockflöten) instrumentiert, was uns die Wärme dieser Frau nahebringt. Die erste ist ihre Reaktion auf die Ermordung ihres Gatten, Priva son d’ogni conforto (Nr. 4) und ist umso bewegender, als sie nicht, wie erwartet, in Moll, sondern in Dur steht. Nur in ihrer letzten Arie im dritten Akt bekommt sie, ob der Erleichterung über den guten Ausgang, ein rasches Tempo zugewiesen. Aber für sie ist keineswegs alles gut, wie die aus chromatischen Überbindungen resultierenden Triller dieser Arie verraten.
Von den fünf Arien Sestos ist Cara speme, questo core tu cominci a lusingar (Nr. 12, nur mit Basso continuo) die einzige, welche von Hoffnung spricht, sie steht in Dur. Die anderen Gesänge bleiben in Moll und sind von Sestos Rachegedanken dominiert.
Giulio Cesare ist die am reichsten instrumentierte Oper Händels, farbiger und abwechslungsreicher als in jedem anderen seiner Werke seit La Resurrezione (1708). In der Sinfonia, welche die Schlussszene eröffnet, und im Schlusschor kommen gleichzeitig zwei Hörnerpaare verschiedener Stimmung zum Einsatz. Die Fanfarentöne der Hörner in G und in D verleihen dem Triumph der Liebenden große Fröhlichkeit. Außerdem sind im Orchester, welches im Graben sitzt, noch Block- und Traversflöten und geteilte Fagotte besetzt. Mit Soli sind in der Oper eine Violine, die Oboe und, was selten ist, ein Horn (in der sehr bekannten Arie Va tacito e nascosto, Nr. 14) bedacht. Eine musikalische Meisterleistung stellt der Beginn des zweiten Aktes dar. Um Cesare in ihren Bann zu ziehen und ihn erfolgreich zu verführen, inszeniert Cleopatra ihr Stelldichein mit einem großen Spektakel: in einem Aufzug der neun Musen auf dem Parnass erscheint sie selbst als die „Tugend“, eine amüsante Ironie in einer Oper, die sexuelle Leidenschaft außerhalb bestehender Ehebande verherrlicht. Hierfür komponierte Händel zusätzlich für ein Bühnenorchester und verlangt dafür neben Oboe, Violinen, Bratsche, Fagotti und Violoncelli auch eine Reihe „exotischer“ Instrumente, die er sonst nur selten explizit vorschreibt: Harfe, Theorbe und Viola da Gamba. Am Beginn der Szene spielt die Bühnenmusik allein, doch wenn Cleopatra ihre Arie V’adoro, pupille (Nr. 19) beginnt, welche beispielhaft für die grenzenlose Sinnlichkeit ist, die diese Oper durchdringt, stimmen auch die Instrumente im Orchestergraben mit ein.
Wie man schon an den zwei Beispielen (Cesares Soloszene Aure, deh, per pietà, Nr. 36, und besagter Parnass-Szene) sieht, ist die Oper keine bloße Abfolge von durch Rezitative getrennten Da-capo-Arien. Stattdessen lockern Instrumentalsätze, Accompagnati, Kavatinen und Duette, ja sogar kurze Ensembles eine solch strenge Abfolge auf. Eine unkonventionelle Lösung findet man auch am Anfang der Oper, wenn in den die Ouvertüre für gewöhnlich abschließenden Tanzsatz, hier ein Menuett, plötzlich der Chor, den eintreffenden Cesare bejubelnd, einstimmt. Die Überraschung dieses Stimmeneinsatzes wird noch dadurch verstärkt, dass der Chor nicht am Beginn einer Phrase, sondern erst, nachdem das Orchester sich schon im dritten Takt einer neuen befindet, einsetzt. Dieser Chor wurde ebenso wie jener der Verschwörer, die im zweiten Akt in Cäsars Coda von Al lampo dell’armi (Nr. 27) einfallen, von vorwiegend spielfreien Solisten (und vielleicht von Statisten verstärkt) hinter der Bühne gesungen. Händel notiert bei diesen Chören genau, welche Stimme von wem gesungen werden soll: Sopran – Durastanti (Sesto), Alt – Robinson (Cornelia), Tenor – Bigongi (Nireno) und Berenstadt (Tolomeo), Bass – Boschi (Achilla) und Le Guare bzw. La Gare (Curio). Bemerkenswert ist, dass Curio als einziger Darsteller in beiden Szenen auf der Bühne ist und trotzdem mitsingen sollte, während die Cuzzoni (Cleopatra), die erstmals in der fünften Szene auftritt, am Beginn der Oper nicht für das Mitsingen vorgesehen war.
Wie meistens entsprechen die überlieferten Fassungen einer Oper Händels den zur Verfügung stehenden Sängerensembles zum Zeitpunkt der entsprechenden Aufführung. Da Händel die Oper in vier verschiedenen Spielzeiten aufführte, existieren auch vier unterschiedliche Fassungen, welche in den drei erhaltenen originalen Librettodrucken überliefert sind. Es existiert aber eine fünfte Fassung: die des Autographs, also eine Fassung null. Diese zeigt, dass sich Händel bei der Vertonung des Textes offenbar noch nicht über die endgültige Besetzung der Oper im Klaren war. Das betrifft die Partien von Cornelia und Sesto besonders, die zunächst als Sopran bzw. Alt angelegt sind und erst später in umgekehrter Stimmlage erscheinen. Außerdem plante Händel noch eine weitere Altpartie (Berenice, Cleopatras Vertraute). Während die Gesänge Cornelias und Sestos meist transponiert in der Fassung der Uraufführung von 1724 wiederkehren, wurde die Musik, die bereits für Berenice geschrieben war, teilweise in andere Partien eingefügt (z. B. in die des Tolomeo, der Cleopatra und des Cesare, der u. a. die berühmte Arie Va tacito e nascosto, Nr. 14, aus Berenices Part erhielt). Weiterhin bietet das Autograph eine Reihe anderer Arien, Skizzen und Entwürfe, die bisher unbekannt geblieben sind und einen interessanten Einblick in Händels Kompositionsweise ermöglichen.
Für die Wiederaufnahme von 1725 überarbeitete Händel die Partitur ein zweites Mal. Die Hauptänderung gegenüber der Uraufführungsfassung bestand darin, dass er die Rolle des Sesto nun aus der Sopranlage zu einer Tenorpartie umgestaltete, da der Anfang September 1724 von Wien gekommene Tenor Francesco Borosini, der erste große italienische Tenor in London, mit einem Stimmumfang von zwei Oktaven, die Rolle übernehmen sollte. Währenddessen wurden die kleineren Partien des Curio und des Nireno gestrichen. Da aber in einigen Sekundärquellen statt des Nireno die Mezzosopranistin Benedetta Sorosina, die 1724/25 in London auftrat, als Nerina genannt ist, könnte es sein, dass diese Partie doch bei einzelnen Aufführungen dieser Spielzeit berücksichtigt worden war.
Die Fassungen des Werkes von 1730 und 1732 unterscheiden sich lediglich durch Kürzungen und Umstellungen innerhalb der Arien, nicht aber in Tonlage und stimmlicher Charakteristik der einzelnen Personen.

## Struktur der Oper

Die berühmte Verführungsszene im 2. Akt mit dem Beginn von Cleopatras Arie V’adoro pupille (Autograph)

Ouverture (2 Ob, Str, BC)

### Erster Akt
| Scena I    | 1. Coro. (2 Ob, 4 Hr, Str, BC) Viva, viva il nostro Alcide                               |
|            | 2. Aria. Cesare (2 Ob, Str, BC) Presti omai l’egizia terra                               |
|            | Recitativo. Cesare, Curio Curio, Cesare viene                                            |
| Scena II   | Recitativo. Cesare, Curio, Cornelia, Sesto Questa e Cornelia. Oh sorte!                  |
| Scena III  | Recitativo. Achilla, Cesare, Sesto, Cornelia, Curio La Reggia Tolomeo t'offre in albergo |
|            | 3. Aria. Cesare (2 Vl, BC) Empio, dirò, tu sei, togliti                                  |
| Scena IV   | Recitativo. Curio, Sesto, Cornelia Già torna in se. Madre!                               |
|            | 4. Aria. Cornelia (Fl, Str, BC) Priva son d’ogni conforto, e pur speme                   |
|            | Recitativo. Sesto Vani sono i lamenti                                                    |
|            | 5. Aria. Sesto (2 BlFl, 2 Vl, BC) Svegliatevi nel core, furie d’un alma offesa           |
| Scena V    | Recitativo. Cleopatra, Nireno, Tolomeo Regni Cleopatra                                   |
|            | 6. Aria. Cleopatra (Str, BC) Non disperar; chi sa? se al regno                           |
| Scena VI   | Recitativo. Achilla, Tolomeo Sire, Signor! Achilla                                       |
|            | 7. Aria. Tolomeo (Str, BC) L’empio, sleale, indegno                                      |
| Scena VII  | 8. Recitativo accompagnato. Cesare (Str, BC) Alma del gran Pompeo                        |
|            | Recitativo. Curio, Cesare, Cleopatra Due nobile donzelle                                 |
|            | 9. Aria. Cesare (2 Ob, Str, BC) Non è sì vago e bello il fior nel prato                  |
|            | Recitativo. Nireno, Cleopatra Cleopatra, vincesti                                        |
|            | 10. Aria. Cleopatra (Ob, Str, BC) Tutto può donna vezzosa                                |
|            | Recitativo. Nireno, Cleopatra Ferma Cleopatra                                            |
| Scena VIII | 11. Arioso. Cornelia (2 Vl, BC) Nel tuo seno, amico sasso                                |
|            | Recitativo. Cornelia, Cleopatra, Sesto, Nireno Me che! vile e negletta                   |
|            | 12. Aria. Sesto (2 Vl, BC) Cara speme, questo core tu cominci a lusingar                 |
|            | Recitativo. Cleopatra Vegli pure il germano                                              |
|            | 13. Aria. Cleopatra (2 Vl, BC) Tu la mia stella sei                                      |
| Scena IX   | Recitativo. Tolomeo, Cesare, Achilla Cesare, alla tua destra                             |
|            | 14. Aria. Cesare (Hr, Str, BC) Va tacito e nascosto                                      |
| Scena X    | Recitativo. Achilla, Tolomeo, Cornelia, Sesto Sire, con Sesto il figlio                  |
| Scena XI   | Recitativo. Achilla, Cornelia, Sesto Cornelia, in quei tuoi lumi                         |
|            | 15. Aria. Achilla (Vl, Fg, BC) Tu sei il cor di questo core                              |
|            | Recitativo. Sesto, Cornelia Madre! Mia vita!                                             |
|            | 16. Duetto. Cornelia, Sesto (Str, BC) Son nata a lagrimar / Son nato a sospirar          |

### Zweiter Akt
| Scena I    | Recitativo. Cleopatra, Nireno Eseguisti, oh Niren                                                |
| Scena II   | Recitativo. Nireno, Cesare Da Cleopatra apprenda                                                 |
|            | 17. Sinfonia. Cesare, Nireno (Ob, 2 Vl, Va, Hf, Vdg, Fg, Vc, Theorbe) Taci! / Che fia?           |
|            | Recitativo. Cesare, Nireno Cieli, e qual delle sfere                                             |
|            | 18. Sinfonia. (Ob, 2 Vl, Va, Hf, Vdg, Fg, Vc, Theorbe, Str, BC)                                  |
|            | Recitativo. Cesare Giulio, che miri?                                                             |
|            | 19. Aria. Cleopatra (Ob, 2 Vl, Va, Hf, Vdg, Fg, Vc, Theorbe, Str, BC) V’adoro pupille            |
|            | Recitativo. Cesare Non ha in cielo il Tonante (Aria 19. da capo)                                 |
|            | Recitativo. Cesare, Nireno Vola, mio cor                                                         |
|            | 20. Aria. Cesare (Vl solo, 2 Ob, 2 Fg, Str, BC) Se in fiorito ameno prato                        |
| Scena III  | 21. Arioso. Cornelia (BC) Deh, piangete, o mesti lumi                                            |
|            | Recitativo. Achilla, Cornelia Bella, non lagrimare!                                              |
| Scena IV   | Recitativo. Tolomeo, Cornelia, Achilla Bella, placa lo sdegno!                                   |
|            | 22. Aria. Achilla (2 Vl, BC) Se a me non sei crudelle                                            |
|            | Recitativo. Tolomeo, Cornelia Bella, cotanto abborri                                             |
|            | 23. Aria. Tolomeo (2 Ob, Str, BC) Sì, spietata, il tuo rigore sveglia                            |
| Scena V    | Recitativo. Cornelia, Sesto Su, che si tarda?                                                    |
| Scena VI   | Recitativo. Nireno, Cornelia, Sesto Cornelia, infausto nove                                      |
|            | 24. Aria. Cornelia (BlFl, Str, BC) Cessa omai di sospirare!                                      |
|            | Recitativo. Sesto Figlio non è                                                                   |
|            | 25. Aria. Sesto (Str, BC) L’angue offeso mai riposa                                              |
| Scena VII  | Recitativo. Cleopatra Esser qui deve in breve l'idolo mio sen                                    |
|            | 26. Aria. Cleopatra (Ob, 2 Vl, BC) Venere bella, per un istante                                  |
|            | Recitativo. Cesare, Cleopatra Che veggio, oh Numi?                                               |
| Scena VIII | Recitativo. Curio, Cesare, Cleopatra Cesare, sei tradito                                         |
|            | 27. Aria e Coro. Cesare, Voci di congiurati (2 Vl, BC) Al lampo dell’armi / Morrà, Cesare, morrà |
|            | 28. Recitativo accompagnato. Cleopatra Che sento? Oh Dio!                                        |
|            | 29. Aria. Cleopatra (Str, Fg, BC) Se pietà di me non senti                                       |
| Scena IX   | 30. Arioso. Tolomeo (BC) Belle dee di questo core                                                |
|            | Recitativo. Tolomeo, Cornelia, Sesto Di quel avete                                               |
| Scena X    | Recitativo. Achilla, Tolomeo, Sesto, Cornelia Sire, prendi!                                      |
| Scena XI   | Recitativo. Sesto, Cornelia Ecco in tutto perduta                                                |
|            | 31. Aria. Sesto (2 Ob, Str, BC) L’aure che spira tiranno e fiero                                 |

### Dritter Akt
| Scena I    | Recitativo. Achilla In tal modi si premia                                                         |
|            | 32. Aria. Achilla (2 Vl, BC) Dal fulgor di questa spada                                           |
| Scena II   | 33. Sinfonia (2 Ob, Str, BC)                                                                      |
|            | Recitativo. Tolomeo, Cleopatra Vinta cadesti al balenar                                           |
|            | 34. Aria. Tolomeo (2 Vl, BC) Domerò la tua fierezza                                               |
| Scena III  | Recitativo. Cleopatra E pur cosi in un giorno                                                     |
|            | 35. Aria. Cleopatra (Fl, 2 Vl, Vc, BC) Piangerò, la sorte mia                                     |
| Scena IV   | 36. Recitativo accompagnato ed Aria. Cesare (Str, BC) Dall’ondoso periglio / Aure, deh, per pietà |
|            | Recitativo. Sesto, Achilla, Cesare, Nireno Cerco in van Tolomeo                                   |
| Scena V    | Recitativo. Cesare, Sesto Lascia questo sigillo                                                   |
|            | 37. Aria. Cesare (2 Ob, 2 Vl, BC) Quel torrente, che cade dal monte                               |
| Scena VI   | Recitativo. Sesto, Nireno Tutto lice sperar                                                       |
|            | 38. Aria. Sesto (2 Vl, BC) La giustizia ha già sull’arco pronto strale                            |
| Scena VII  | 39. Recitativo accompagnato. Cleopatra (Ob, Str, BC) Voi, che mie fide ancelle                    |
|            | Recitativo. Cesare, Cleopatra Forzai l’ingresso                                                   |
|            | 40. Aria. Cleopatra (2 Vl, BC) Da tempeste il legno infranto                                      |
| Scena VIII | Recitativo. Tolomeo, Cornelia Cornelia, e tempo omai                                              |
| Scena IX   | Recitativo. Sesto, Tolomeo, Cornelia T'arresta, oh genitrice!                                     |
|            | 41. Aria. Cornelia (2 Ob, 2 Vl, BC) Non ha più che temere quest’alma                              |
| Scena X    | 42a. Sinfonia. (2 Ob, 2 Fg, 4 Hr, Str, BC)                                                        |
|            | Recitativo. Nireno, Cesare, Sesto, Cornelia, Cleopatra Qui Curio vincitor                         |
|            | 43. Duetto. Cleopatra e Cesare (2 Ob, 2 Vl, BC) Caro! / Bella! Più amabile beltà                  |
|            | Recitativo. Cesare Goda pur or l'Egitto                                                           |
|            | 44. Coro. (4 Hr, 2 Ob, Str, BC) Ritorni omai nel nostro core                                      |

## Orchester
Zwei Blockflöten, Traversflöte, zwei Oboen, zwei Fagotte, vier Hörner, Viola da gamba, Harfe, Theorbe, Streicher, Basso continuo (Violoncello, Theorbe, Cembalo).

## Diskografie (Auswahl)
- Walhall WLCD 0024 (1950): Cesare Siepi (Giulio Cesare), Renata Tebaldi (Cleopatra), Elena Nicolai (Cornelia), Gino Sinimberghi (Sesto), Antonio Cassinelli (Tolomeo), Fernando Piccinni (Achilla)

Coro e Orchestra del Teatro di San Carlo di Napoli; Dir. Herbert Albert (129 min)
- Decca 433 723 2 (1963): Margreta Elkins (Giulio Cesare), Joan Sutherland (Cleopatra), Marilyn Horne (Cornelia), Richard Conrad (Sesto), Monica Sinclair (Tolomeo)

New Symphony Orchestra of London; Dir. Richard Bonynge
- Orfeo C 351943 (1965): Walter Berry (Giulio Cesare), Lucia Popp (Cleopatra), Christa Ludwig (Cornelia), Fritz Wunderlich (Sesto), Karl-Christian Kohn (Tolomeo), Hans Günter Nocker (Achilla)

Münchner Philharmoniker; Dir. Ferdinand Leitner (211 min, deutsch)
- Gala GL 100.551 (1967): Kostas Paskalis (Giulio Cesare), Montserrat Caballé (Cleopatra), Huguette Tourangeau (Cornelia), Frederic Mayer (Sesto), Simon Estes (Tolomeo)

Orchestra of the American Opera Society; Dir. Arnold Gramm
- DG 413 897-1 (1969): Dietrich Fischer-Dieskau (Giulio Cesare), Tatiana Troyanos (Cleopatra), Jùlia Hamari (Cornelia), Peter Schreier (Sesto), Franz Crass (Tolomeo), Ernst Gerold Schramm (Achilla)

Münchener Bach-Orchester; Dir. Karl Richter (243 min)
- Chandos 3019 (1984): Janet Baker (Giulio Cesare), Valerie Masterson (Cleopatra), Sarah Walker (Cornelia), Della Jones (Sesto), James Bowman (Tolomeo), John Tomlinson (Achilla)

Orchester der English National Opera; Dir. Charles Mackerras (184 min, englisch)
- harmonia mundi 901385-7 (1990): Jennifer Larmore (Giulio Cesare), Barbara Schlick (Cleopatra), Bernarda Fink (Cornelia), Marianne Rørholm (Sesto), Derek Lee Ragin (Tolomeo), Furio Zanasi (Achilla)

Concerto Köln; Dir. René Jacobs (239 min)
- Astrée-Auvidis E 8558 (1995): James Bowman (Giulio Cesare), Lynne Dawson (Cleopatra), Guillemette Laurens (Cornelia), Eirian James (Sesto), Dominique Visse (Tolomeo), Nicolas Rivenq (Achilla)

La Grande Écurie et La Chambre du Roy; Dir. Jean-Claude Malgoire (221 min)
- DGG Archiv 474 210-2 (2002): Marijana Mijanovic (Giulio Cesare), Magdalena Kožená (Cleopatra), Charlotte Hellekant (Cornelia), Anne Sofie von Otter (Sesto), Bejun Mehta (Tolomeo), Alan Ewing (Achilla)

Les Musiciens du Louvre; Dir. Marc Minkowski (219 min)
- Opus Arte OA0950D (2005): Sarah Connolly (Giulio Cesare), Danielle de Niese (Cleopatra), Patricia Bardon (Cornelia), Angelika Kirchschlager (Sesto), Christophe Dumaux (Tolomeo), Christopher Maltman (Achilla)

Orchestra of the Age of Enlightenment; Dir. William Christie (DVD, 223 min)
- Virgin Classics 236669 (2012): Lawrence Zazzo (Giulio Cesare), Natalie Dessay (Cleopatra), Varduhi Abrahamyan (Cornelia), Isabel Leonard (Sesto), Christophe Dumaux (Tolomeo), Nathan Berg (Achilla)

Le Concert D'Astrée; Dir. Emmanuelle Haïm (DVD, 217 min)
- Naïve OP30536 (2012): Marie-Nicole Lemieux (Giulio Cesare), Karina Gauvin (Cleopatra), Romina Basso (Cornelia), Emöke Baráth (Sesto), Filippo Mineccia (Tolomeo), Johannes Weisser (Achilla)

Il complesso barocco; Dir. Alan Curtis (219 min)